# Ligne de Székesfehérvár à Szombathely
La ligne de Székesfehérvár à Szombathely ou ligne 20 est une ligne de chemin de fer de Hongrie. Elle relie Székesfehérvár par la gare de Székesfehérvár à Szombathely par la gare de Szombathely. Elle dessert l'Ouest du pays.